# Alkmaar
För andra betydelser, se Alkmaar (olika betydelser).

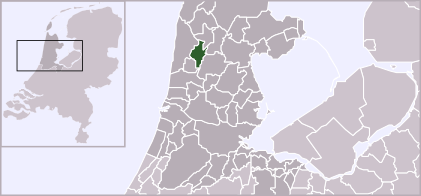
Alkmaars läge i Nederländerna

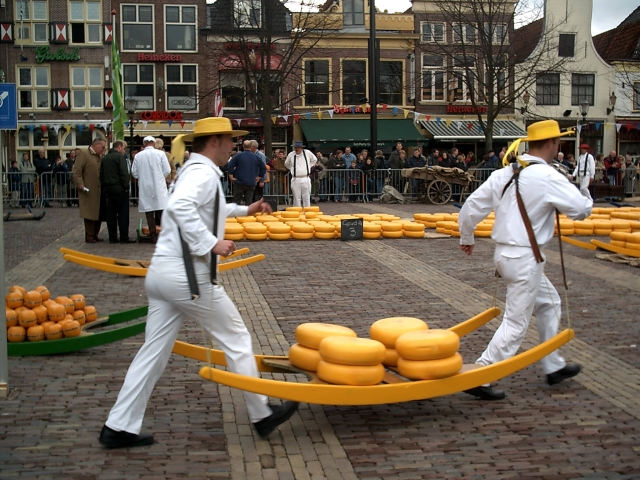
Ostmarknad i Alkmaar

Alkmaar, stad och kommun i nordvästra Nederländerna i provinsen Noord-Holland. Kommunen har en area på 31,22 km² (vilket 1,71 km² utgörs av vatten) och en folkmängd på 94 158 invånare (2005). Alkmaar är berömd för den stora ostmarknaden, en av de största i världen. Det är en gammal stad med många gamla hus och kanaler.
1 januari 2015 slogs kommunerna Graft-De Rijp och Schermer samman med Alkmaar.
- Wikimedia Commons har media som rör Alkmaar.